# Lasioglossum orpheum
Lasioglossum orpheum är en biart som först beskrevs av Nurse 1904.  Lasioglossum orpheum ingår i släktet smalbin, och familjen vägbin. Inga underarter finns listade i Catalogue of Life.